# Patanitretus
Patanitretus is een geslacht van kevers uit de familie van de loopkevers (Carabidae). De wetenschappelijke naam van het geslacht is voor het eerst geldig gepubliceerd in 2002 door Zamotajlov.

## Soorten
Het geslacht Patanitretus is monotypisch en omvat slechts de volgende soort:
- Patanitretus pakistanensis (Heinz & Ledoux, 1987)